# Scopula aequata
Scopula aequata är en fjärilsart som beskrevs av Otto Staudinger 1879. Scopula aequata ingår i släktet Scopula och familjen mätare. Inga underarter finns listade.